# Riccardo Morandi

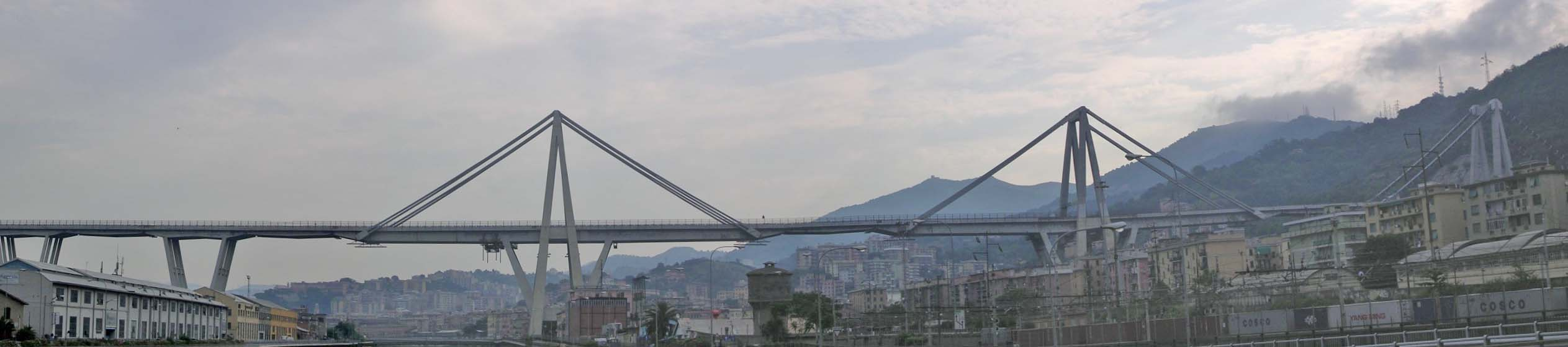
Viaducte de Polcevera o pont Morandi, Gènova, Itàlia

Riccardo Morandi (Roma, 1 de setembre de 1902 – ibídem, 25 desembre de 1989) va ser un enginyer civil italià conegut pel seu ús interessant del formigó armat. Entre les seves obres més conegudes hi ha el pont General Rafael Urdaneta, un pont de vuit quilòmetres que travessa el Llac Maracaibo.
El seu viaducte conegut com a Pont Morandi a Gènova es va col·lapsar el 14 d'agost de 2018.